# Pont Vell d'Alfarràs
El Pont Vell és un pont de vuit ulls, d'arcs de mig punt dels quals encara se'n conserven tres en peu, construït amb pedra picada i desbastada. Els contraforts són aquillats. Travessa el riu Noguera Ribagorçana, al seu pas per Alfarràs, i era situat al camí que comunicava Balaguer i la Llitera.

## Història
El Rei Alfons el Magnànim l'any 1425 va concedir el privilegi per construir el pont en defensa i seguretat dels homes, habitants i singulars del seus llocs d'Ivars i Alfarràs, així com de tots els vianants i pelegrins. El pont original fou construït l'any 1453. No obstant, les nombroses crescudes del riu el malmetien sovint, obligant a creuar el riu amb barca.
El pont vell d'Alfarràs ha estat sempre un element estratègic del territori, i també va jugar el seu paper durant la Guerra de Successió, durant la batalla d'Almenar. Pascual Madoz el va descriure l'any 1845 dient: “es manté sobre la Noguera un pont de 7 arcs dels quals 3 es conserven en el seu primitiu estat de solidesa i són fets de carreus. Els quatre restants foren destruïts durant la Guerra de Successió, i estan habilitats amb taulons.” 
S'abandonà el seu ús principal amb la construcció del pont nou a principis del segle xx. No obstant, es recuperà puntualment després del bombardeig del 4 d'abril de 1938, en plena Guerra Civil, fins a la reparació del pont nou a mitjans dels anys 40. L'any 2000 la família Desvalls (Marquesos d'Alfarràs) el cedí a l'Ajuntament, que el va rehabilitar l'any 2006.

## Llegenda del Pont Vell

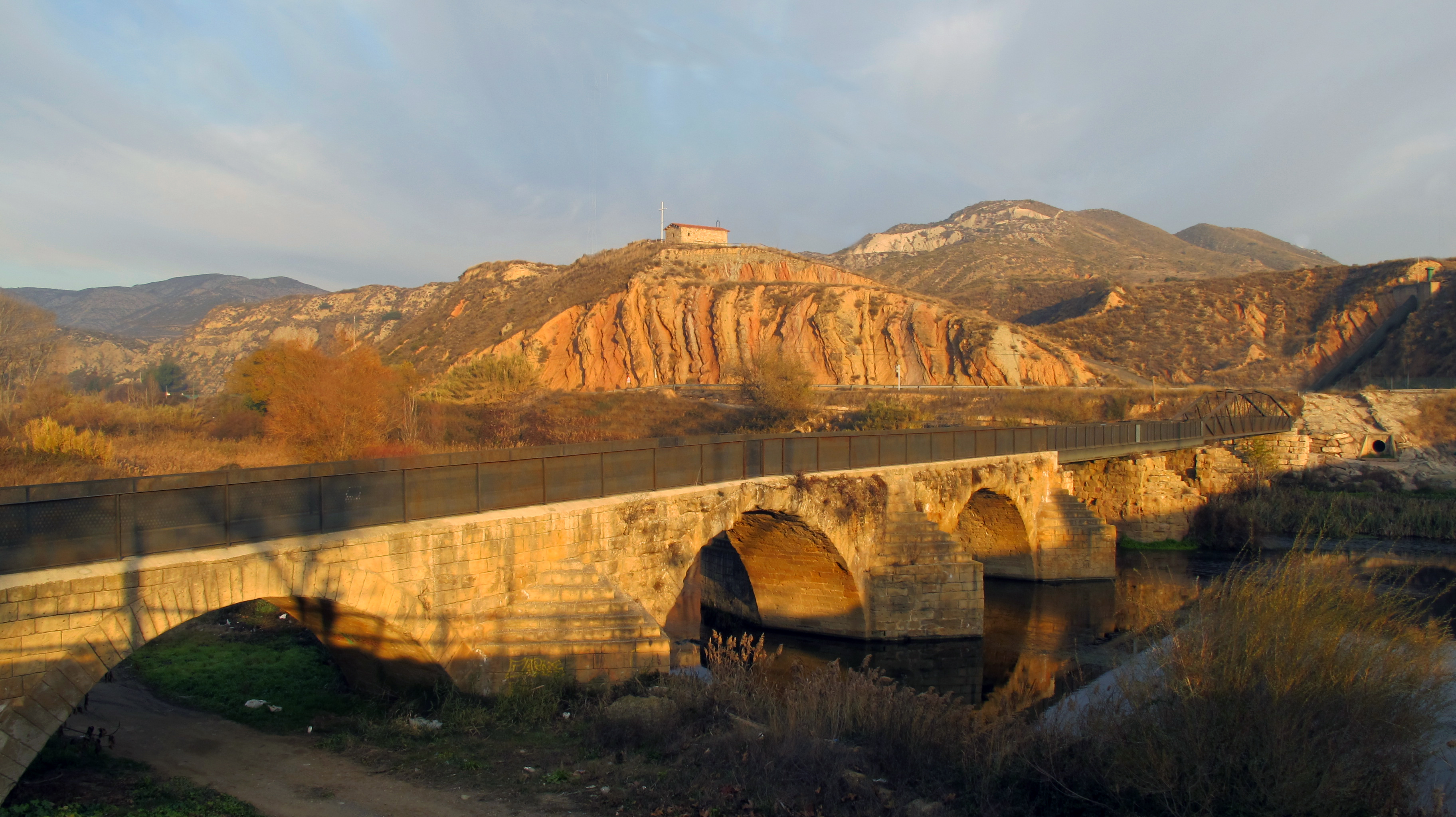
El pont vell d'Alfarràs

La llegenda diu que per anar a buscar aigua a la font de la Guineu, abans del pont, calia travessar el riu pel mig. Era una feina pesada, sobretot per la distància i el pes dels càntirs. En aquesta situació es trobava una minyona d'una casa benestant, que cansada de mullar-se i del pes, s'aturà un dia per descansar. Atordida per l'esforç es lamentava pel fet que no hi hagués un pont. Amb aquestes, se li aparegué el dimoni vestit de galant. Aquest li oferí el tracte de canviar la seva ànima pel pont si estava construït abans que cantés el gall la tercera nit. Tracte que la noia acceptà!
Amb esglai, la noia veié com al final de la segona nit, el pont estava pràcticament acabat. Amb desesperació li explicà a la seva matrona què estava passant i li preguntà com ho podia evitar. A la tercera nit, aconsellada per la senyora, amb una galleda i un gall a dins un cistell, s'apropà al pont. Quan veié que el dimoni s'acostava per acabar-ne la construcció de les últimes filades, la noia va agafar el cubell ple d'aigua freda i ruixà el pobre gall, que s'exclamà amb unes bones cantades. I així fou com el cant a la tercera nit trencà el pacte perquè el pont no estava acabat.
Pocs dies després, els veïns del poble, veient que el pont no s'acabava de construir decidiren acabar-lo ells mateixos. I vet aquí, com quedà construït el pont d'Alfarràs.